# Oskar von Siegfried
Oskar von Siegfried (* 24. Januar 1920 in Vorderwalde bei Braunsberg (Ostpr.); † 4. Juni 2011 in Bad Godesberg) war ein deutscher Diplomat.

## Leben
Oskar von Siegfried wurde auf Gut Vorderwalde im Kreis Heiligenbeil in Ostpreußen geboren. Nach Kriegsdienst (Oberleutnant im Infanterieregiment 1) wurde er Diplomlandwirt, in diesem Fach promoviert und später im diplomatischen Dienst Generalkonsul. Er wohnte in Bad Godesberg. 
Im Jahre 2007 errichtete Oskar von Siegfried einen Gedenkstein (Inschrift: „Gut Carben - Prigorkino, Siegfried 1764–1945“) in einem Wäldchen nahe dem nach dem Krieg geschleiften früheren Familienbesitz Gut Carben. Dies liegt als Prigorkino im heute russischen Teil von Ostpreußen, unweit Vorderwalde (Podleśne), das heute jedoch durch die nahe Grenzziehung im polnischen Teil liegt.

## Auszeichnungen und Ehrungen
- Eisernes Kreuz 2. und 1. Klasse
- Bundesverdienstkreuz 1. Klasse (1996)
- Ausländische Orden und Ehrenzeichen
- Rechtsritter des Johanniterordens
- Ehrenmitglied des Internationalen Clubs La Redoute Bonn e.V.